# Las mejores intenciones
Las mejores intenciones (en sueco Den goda viljan) es una película dramática sueca de 1992 dirigida por Bille August y escrita por Ingmar Bergman. La cinta ganó la Palma de Oro en el Festival de Cannes de 1992. Pernilla August ganó el Premio a la mejor actriz en el mismo festival. Existe una versión para televisión, que es más larga que la cinematográfica. 
En 1991 se estrenó la miniserie Den goda viljan.

## Trama
La película trata sobre la vida de Erik y Karin (Henrik y Anna en la cinta), los padres de Ingmar Bergman, desde 1909 hasta la concepción de este en 1918. 
En 1909, procedente de una familia pobre, el idealista estudiante de teología Henrik Bergman, que tiene una relación con la camarera, Frida, se enamora de Anna, la inteligente y bien educada hermana de Ernst Åkerblom, su mejor amigo y perteneciente a una de las familias ricas de Uppsala. La familia de Anna no acepta la idea de que Henrik se una a la familia, por lo que él se queda con Frida. Algunos años más tarde, el padre de Anna fallece, Anna sufre de tuberculosis y Henrik ha terminado sus estudios, por lo cual ahora pueden desposarse. Luego del casamiento se mudan a un pueblo rural al norte de Suecia donde Henrik se desempeña como sacerdote. Luego de unos años Anna no soporta las diferencias de carácter entre ellos, el bajo ingreso económico, la vida en el pueblo rural ni la tosquedad de la gente. Cuando él rechaza una oferta de trabajo en Uppsala la situación se agrava, ella vuelve a Uppsala, él no.

## Reparto
- Samuel Fröler como Henrik Bergman.
- Pernilla August como Anna Åkerblom Bergman.
- Max von Sydow como Johan Åkerblom, padre de Anna.
- Ghita Nørby como Karin Åkerblom, hermano de Anna.
- Björn Kjellman como Ernst Åkerblom, hermano medio de Anna.
- Börje Ahlstedt como Carl Åkerblom, hermano medio de Anna.
- Björn Granath como Oscar Åkerblom, hermano medio de Anna.
- Gunilla Nyroos como Svea Åkerblom, esposa de Oscar.
- Michael Segerström como Gustav Åkerblom, hermano medio de Anna.
- Eva Gröndahl como Martha Åkerblom, esposa de Gustav.
- Gustaf Hammarsten como Torsten Bohlin.
- Mona Malm como Alma Bergman, madre de Henrik.
- Keve Hjelm como Fredrik Bergman, abuelo paterno de Henrik.
- Margaretha Krook como Blenda Bergman, tía de Henrik.
- Irma Christenson como Ebba Bergman, tía de Henrik.
- Sif Ruud como Beda Bergman, tía de Henrik.
- Lena Endre como Frida Strandberg, la primera novia de Henrik.
- Ernst-Hugo Järegård como el profesor Sundelius.
- Hans Alfredson como el reverendo Gransjö.
- Anita Björk como la reina Victoria.
- Sten Ljunggren como Svante, el padre de Robert.
- Marie Richardson como Märta Werkeli.